# Wola Luborzycka
Wola Luborzycka – wieś w Polsce położona w województwie małopolskim, w powiecie krakowskim, w gminie Kocmyrzów-Luborzyca.
| SIMC    | Nazwa    | Rodzaj    |
| ------- | -------- | --------- |
| 0322726 | Brzeziny | część wsi |

Wieś biskupstwa krakowskiego w powiecie proszowickim w województwie krakowskim w końcu XVI wieku. W latach 1975–1998 miejscowość administracyjnie należała do województwa krakowskiego.

Integralna część miejscowości: Brzeziny.